# اچ‌ام‌اس گابارد (دی۴۷)
اچ‌ام‌اس گابارد (دی۴۷) (به انگلیسی: HMS Gabbard (D47)) یک کشتی بود که طول آن ۳۷۹ فوت (۱۱۶ متر) بود. این کشتی در سال ۱۹۴۵ ساخته شد.